# タトラT6A2 (マクデブルク市電)
この項目では、チェコスロバキア（現：チェコ）に存在した車両メーカーのČKDタトラが展開した路面電車車両であったT6A2およびB6A2のうち、ドイツのマクデブルク市電へ導入された車両について解説する。東ドイツ末期に導入が行われた他、ドイツ各都市からも複数の車両を譲受したが、2026年までに営業運転を終了する事になっている。

## 概要
T6A2（電動車）およびB6A2（付随車）は、チェコスロバキアの車両メーカーであったČKDタトラが1980年代に開発・展開した標準型路面電車車両のうち、東ドイツ（現：ドイツ）の路面電車へ向けて設計が行われた車両形式で、既存の形式と比較して電機子チョッパ制御装置の採用、角ばったデザインの車体など、様々な新技術が導入されたのが特徴である。1986年にドレスデン市電（ドレスデン）に試作車が導入されたのを皮切りに東ドイツ各都市へ向けて製造が実施されたが、そのうちマクデブルク市電向けには1989年にT6A2が6両（1275 - 1280）、B6A2が3両（2143 - 2145）が作られた。続いて翌1990年には、シュヴェリーン市電（シュヴェリーン）向けに製造されながらも車体幅などの規格の違いが要因となり余剰となった車両を譲受する形で、T6A2が6両（1281 - 1286）、B6A2が3両（2146 - 2148）増備された。これらの車両は1990年2月5日に運用を開始した後、同年中に全系統への使用が行われるようになり、最大3両編成（T6A2 + T6A2 + B6A2）での運用が実施された。
しかし、T6A2やB6A2は営業運転開始後に低い信頼性が問題視され、メンテナンスコストも高騰した。そのため、この時点での増備計画は実現せずに終わった。加えて塗装の劣化も早期に進行され、シュヴェリーン市電から譲受した車両を始めとした一部については導入当初の白色と赤色を基調としたものから、クリーム色を基調に緑色の帯を配したものへと改められた。
その後、1994年に起きた事故の影響で翌1995年に廃車されたT6A2のうち1両（1286）を除いた車両については、同年から1997年にかけて、車体・車内の改修、集電装置の交換、塗装の変更といった近代化工事が施工された。また、それ以降も電子情報システムや乗降扉の交換工事が行われた。
一方、ラッシュ時を中心とした輸送力増強のため、2000年代後半以降全長44 mという長車体の超低床電車の導入が検討されていたが、導入費用の面から計画が変更され、既存の超低床電車の後方に付随車を連結する形へと改められた。これを受け、2009年にベルリン市電（ベルリン）で使用されていたB6A2を合計12両譲受し、そのうち部品取り用に使用される事となった1両を除いた11両（2201 - 2211）が後述の改造を受けて2012年以降超低床電車のNGT8Dの後方に連結する運用に投入された。これらの車両は車体の修繕や塗装変更に加え、MGT6Dに合わせた制動装置や制御装置、電気回路の調整が行われているため、T6A2との連結自体は可能だが発電ブレーキを始めとした電気系統の接続は出来ない。

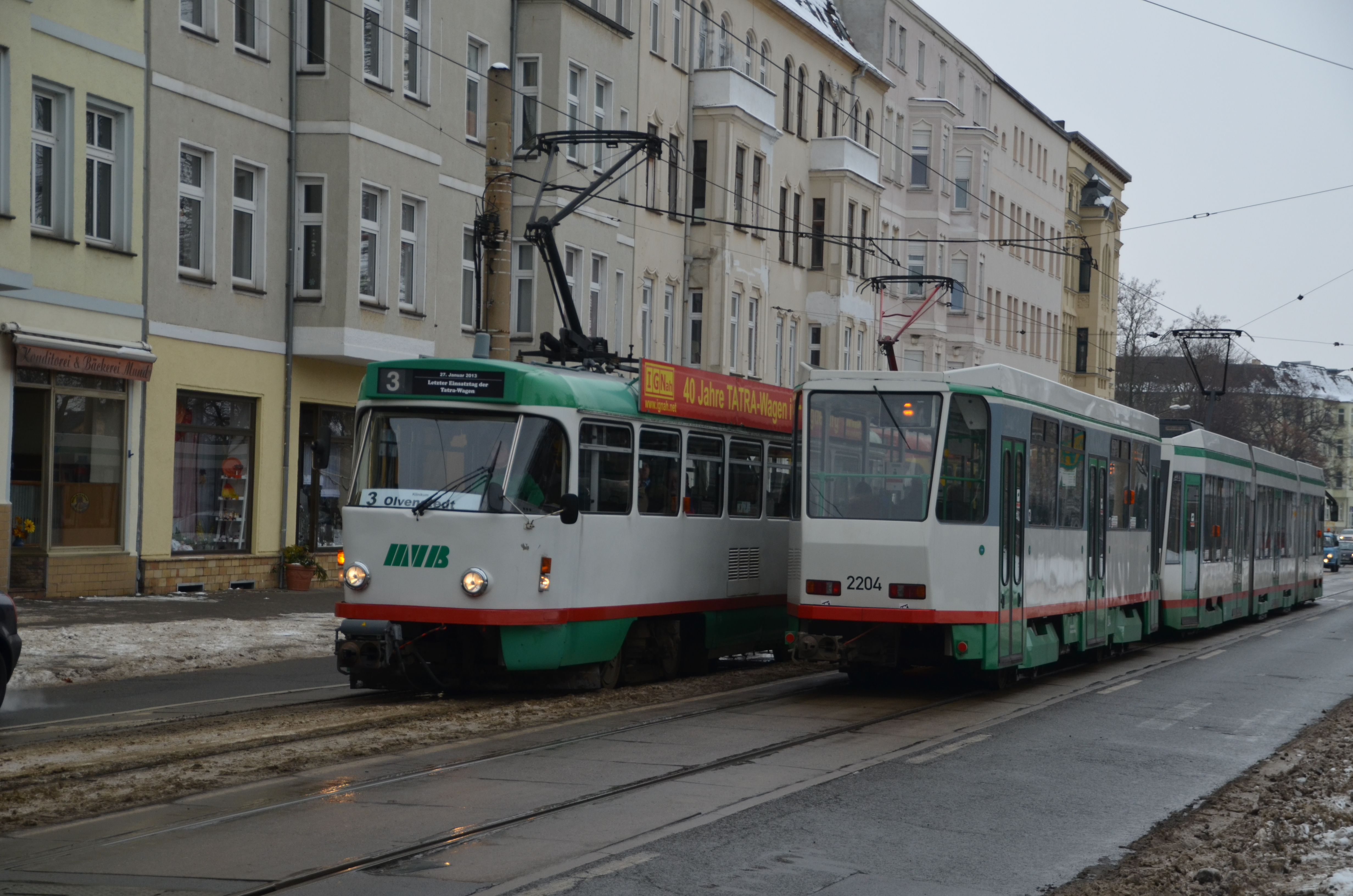
超低床電車と連結するB6A2（右、2204） （2013年撮影）
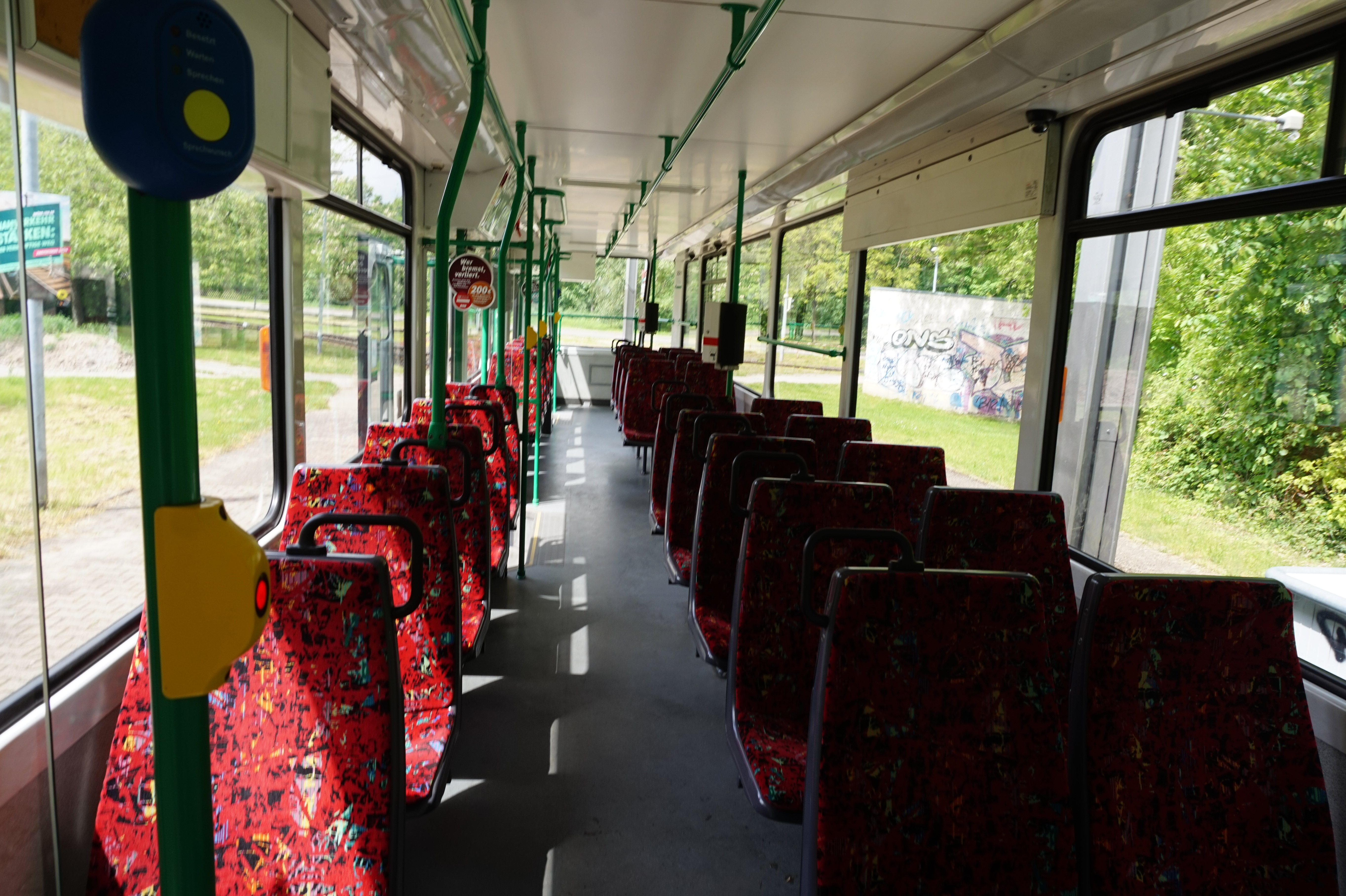
B6A2の車内

これらの車両は2000年代後半から廃車が検討されていたが、2013年に起きた洪水の影響で大半の車両が使用不能の状態に陥り、修繕されないまま翌2014年に廃車された。それ以降、マクデブルク市電では前述したベルリン市電からの譲渡車両を除き、T6A2が4両（1281 - 1284）、B6A2が2両（2144、2147）のみ使用される形となった。
その後、T6A2のうち2両、B6A2のうち1両についても廃車が実施され、2024年1月時点で在籍するのは、ベルリン市電からの譲渡車両を除き、T6A2が2両（1280、1281）、B6A2が1両（2144）だけとなった。そのうち1281について同月中に検査切れを迎え営業運転を離脱した事から、1月28日にさよなら運転が実施された。その後も残りの2両はラッシュ時を始めとした運用に使われているが、これらも検査切れを迎える3月に営業運転を終了する事になっている。それ以降、この2両については保存が決定しているが、T6A2に用いられている電機子チョッパ制御装置の予備部品枯渇などの影響により、動態保存、静態保存のどちらになるかは2024年2月時点で未定となっている。
また、超低床電車（NGT8D）と連結して使用されているB6A2の11両についても2026年中に全車の廃車が予定されており、これをもってドイツ国内からT6A2およびB6A2は全都市で営業運転を終了する事になる。

## その他
マクデブルク市電に在籍するT6A2には、営業用車両に加えてベルリン市電から譲渡された車両を改造した事業用車両が3両（701、703、704）存在する。そのうち1両（701）は最新鋭の設備を備えた教習用車両、2両（703、704）はレール削正車である。